# Gorokhovets
Gorokhovets - Гороховeц (rus) - és una ciutat de l'óblast de Vladímir, Rússia, centre administratiu de la regió de Gorokhovets. Es troba entre Moscou i Nijni Nóvgorod, a 142 km a l'est de Vladímir. És un important port fluvial del riu Kliazma.

## Etimologia
El nom de la població prové de la paraula russa gorokh (pèsol), i figura a l'escut de la ciutat.

## Història
Abans que arribessin els eslaus orientals, la regió estava habitada pels mèria, un poble ugrofinès. Gorokhovets ja es menciona per primer cop en una crònica del 1239 evocant un saqueig dels mongols. És probable que abans ja existís una fortalesa menor en aquell lloc. El 1539 els tàrtars de Kazan gairebé la van cremar, però finalment van girar cua.
Gorokhovets va florir durant el segle xvii, ja que va esdevenir un centre de comerç per a una gran zona, on actualment s'estenen les províncies d'Ivànovo i de Vladímir. Per iniciativa dels comerciants locals van construir-s'hi diverses esglésies i monestirs durant aquest segle.

## Demografia
| 1897  | 1939  | 1959  | 1970   | 1979   | 1989   | 1992   | 2002   | 2008   |
| ----- | ----- | ----- | ------ | ------ | ------ | ------ | ------ | ------ |
| 2 800 | 5 800 | 9 900 | 14 000 | 14 900 | 15 783 | 16 600 | 14 524 | 13 443 |

## Cultura i llocs d'interès
A causa que l'ímpetu econòmic de les acaballes del segle xix i que la industrialització del període soviètic no van tenir gaires efectes en la població, el paisatge de l'antiga ciutat ha romàs. Els monuments històrics arquitectònics més importants de la ciutat són el monestir de Sant Nicolau (1643), l'Església de la Trinitat i de Sant Nicolau (entre el 1681 i el 1686), l'Església de la Resurrecció (de l'últim quart del segle xvii), la Catedral Bogavésxenskaia (1700), el Monestir Srétenski i l'Església Srétenski (1689). De la segona meitat del segle xvii es conserven a més a més una vintena de cases de pedra d'importants comerciants d'aquella època.

## Galeria

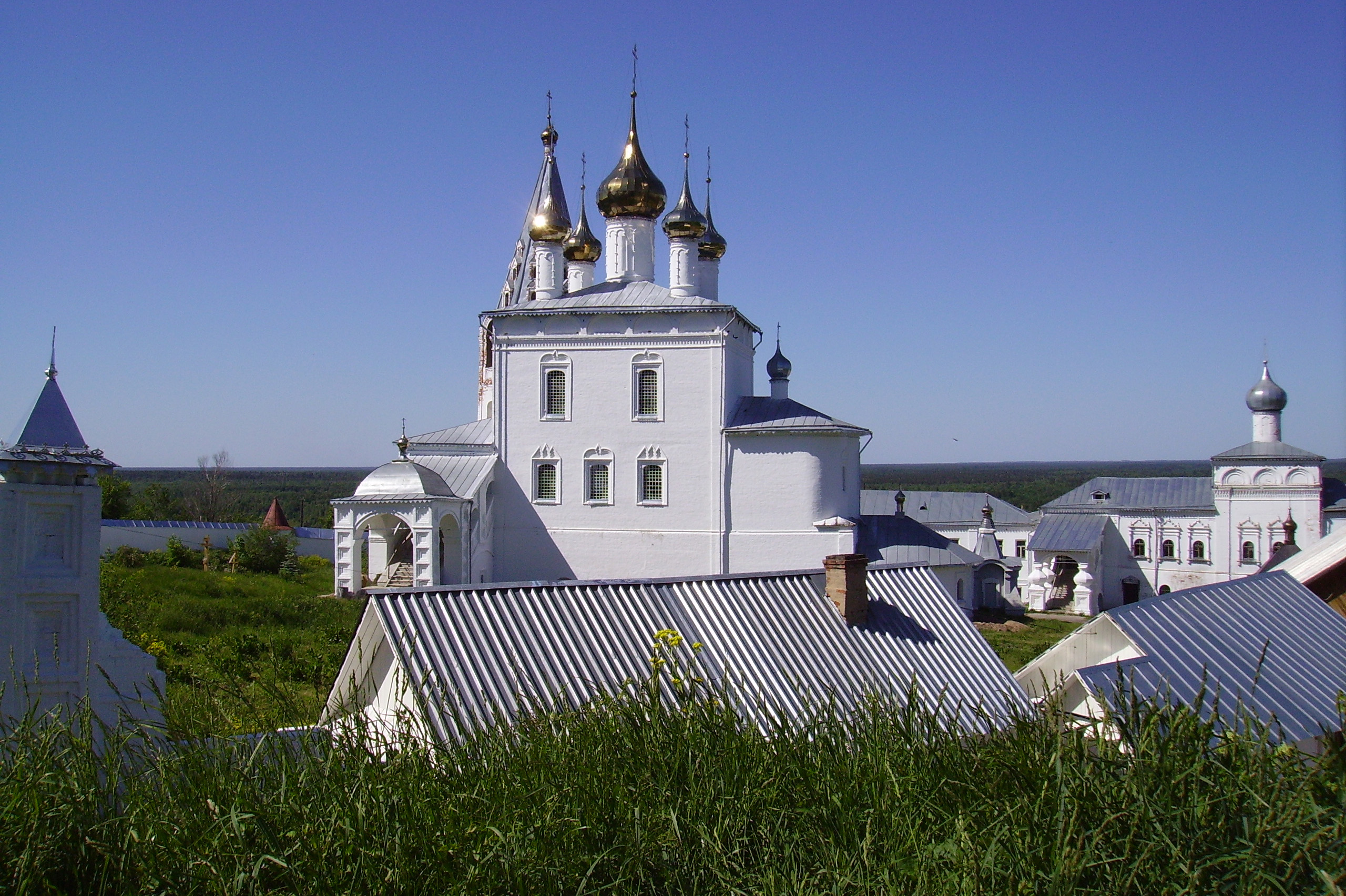
Monestir de Sant Nicolau.
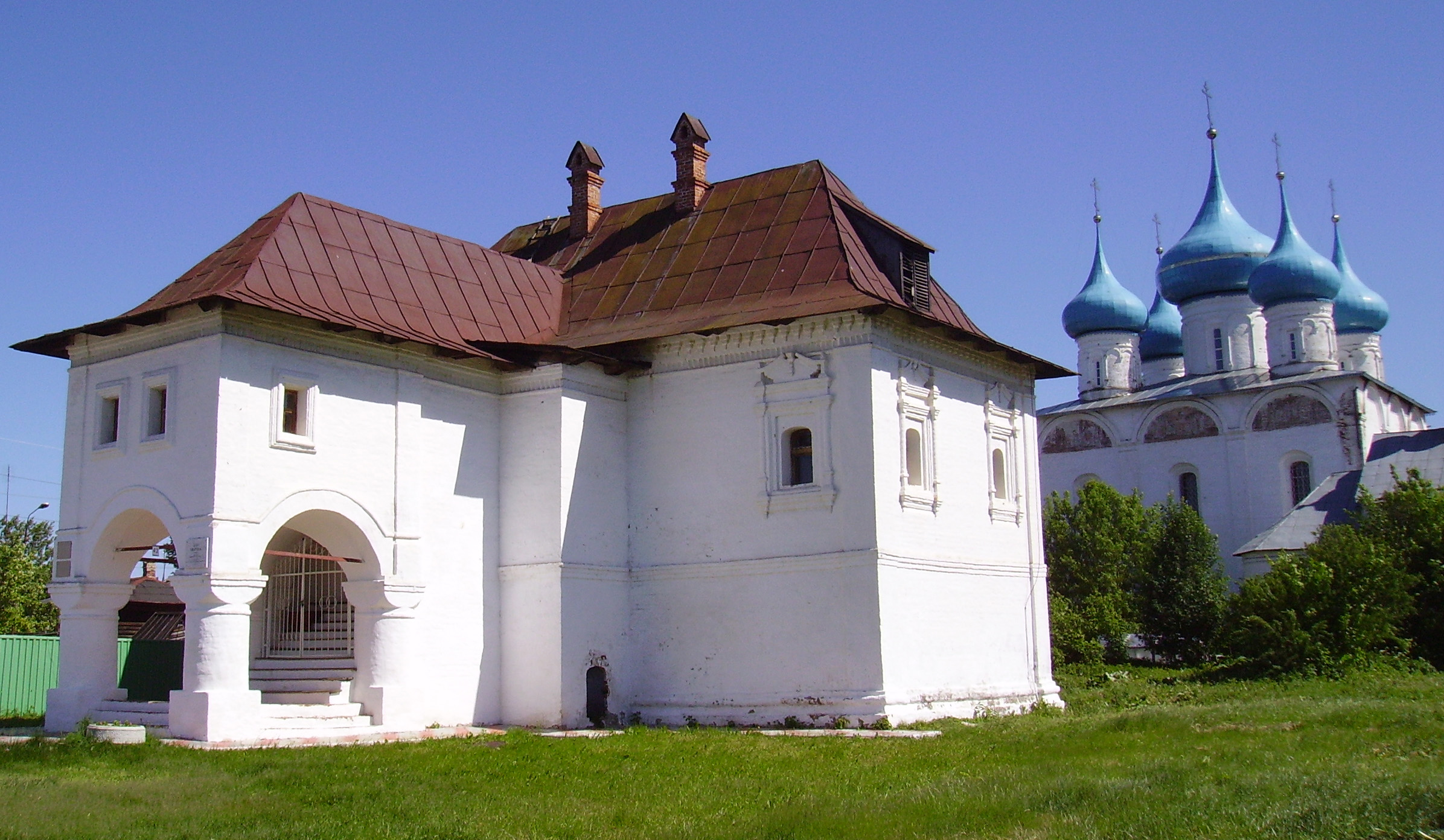
Casa Oparin i església Blagovésxenski.
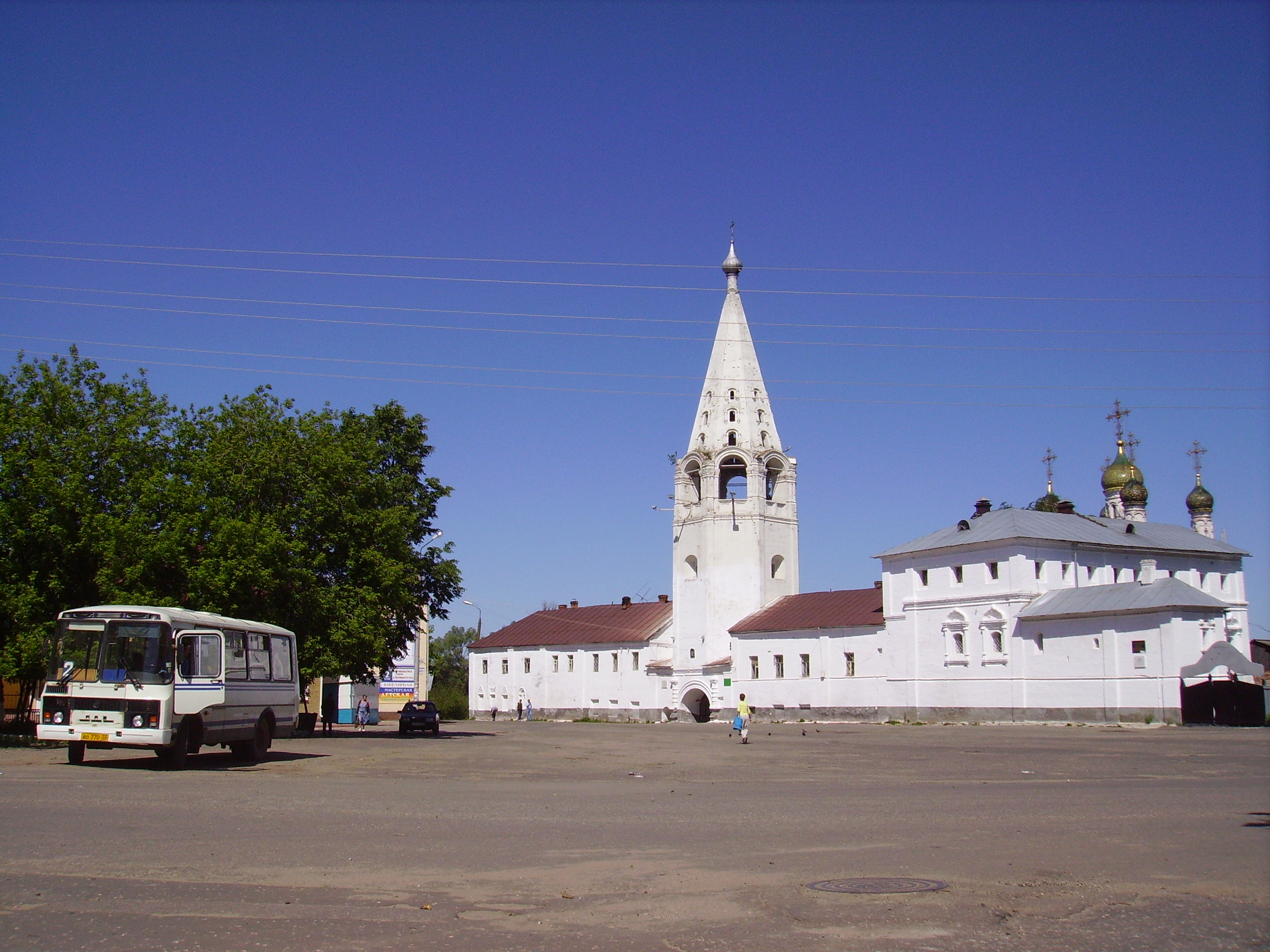
Monestir Srétenski.
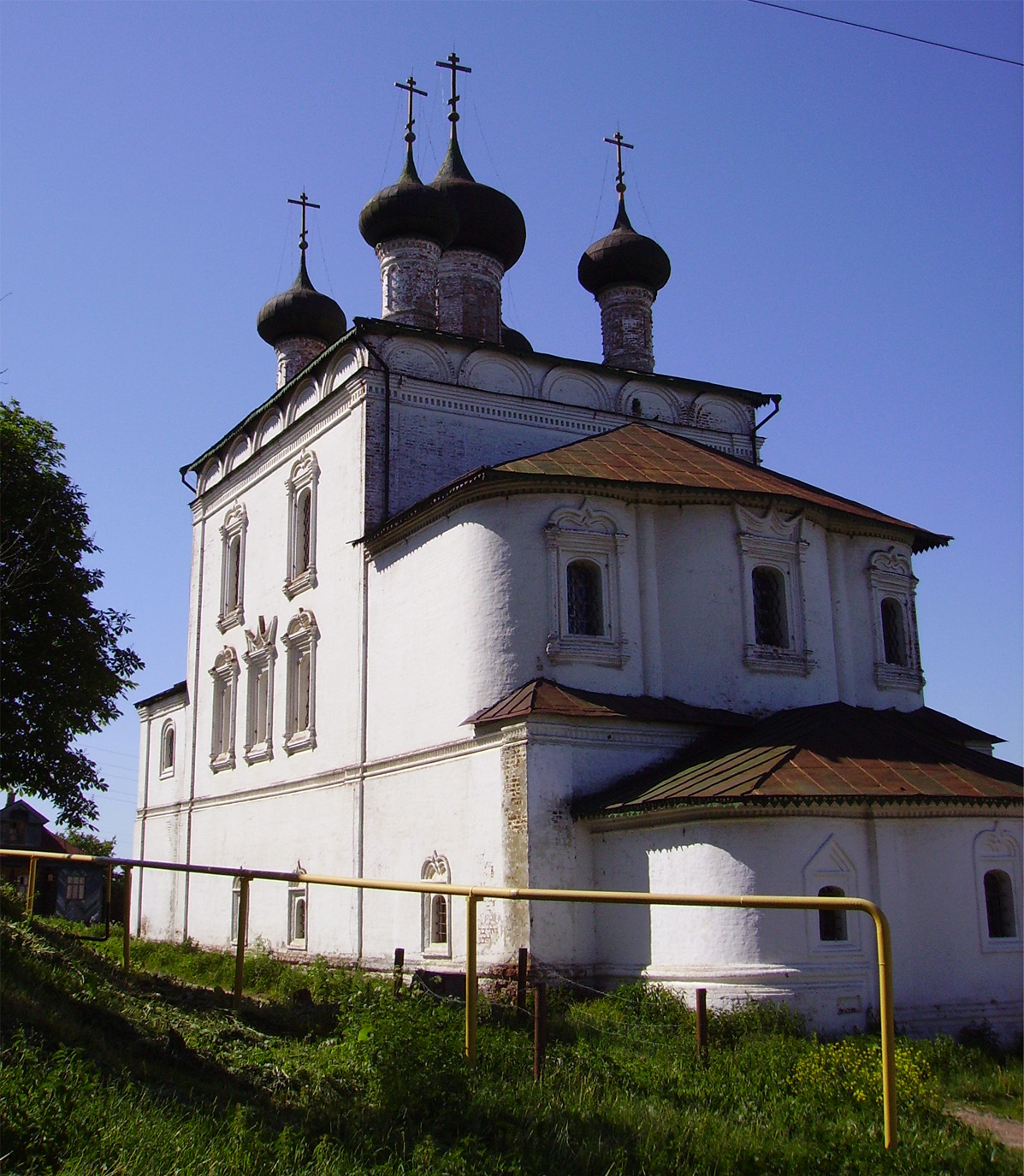
Església Voskresénskaia.